# Otto-Adolf Klauwell
Otto-Adolf Klauwell (né le 7 avril 1851 à Langensalza, mort le 11 mai 1917 à Cologne) est un compositeur et musicologue prussien.
Après avoir fait ses études à Leipzig où il obtient un doctorat de philosophie avec une thèse sur l'histoire de la forme canon en musique, il enseigne au conservatoire de Cologne où il devient professeur puis directeur adjoint (1904).

## Compositions
Sa musique est de style romantique. Il compose notamment deux opéras (Das Mädchen vom See- Köln 1889 ; Die heimlichen Richter - Elberf, 1902), des œuvres orchestrales (Abendfrieden« für Chor und Orchester), des ouvertures, de la musique de chambre, des pièces pour piano ainsi que des lieder.
En tant que musicologue, la plupart de ses publications atteste de son approche historique.

## Écrits
- Die Formen der Instrumentalmusik, Leipzig: Internationale Verlags- und Kunstanstalt, 1893 (rééd. Leipzig : Leuckart, 1918).
- Geschichte Der Sonate: Von Ihren Anfangen Bis Zur Gegenwart, Leipzig, H. vom Ende, 1899 (rééd. Kessinger Legacy Reprints, 2010).
- Theodor Gouvy. Sein Leben und seine Werke, Berlin, Harmonie, 1902.
- Studien Und Erinnerungen : Gesammelte Aufsätze Über Musik, Langensalza,, H. Beyer & Söhne (Beyer & Mann), 1906,
- Geschichte Der Programmusik Von Ihren Anfangen Bis Zur Gegenwart. Breitkopf & Härtel, Leipzig, 1910 (rééd. Wiesbaden : M. Sändig, 1968).